# ستپ‌ان‌رع
ستپ‌ان‌رع (انگلیسی: Setepenre؛ ‏مصری باستان: stp-n-rꜥ؛ ‏ «برگزیدهٔ رع») شاهدخت اهل مصر باستان در دوران حکمرانی دودمان هجدهم مصر بود. او ششمین و آخرین دختر فرعون آخناتون و همسرش نفرتیتی بود.

## خانواده
ستپ‌ان‌رع در حدود سال نهم تا یازدهم پدرش فرعون آخناتون در شهر عمارنه متولد شد. او پنج خواهر بزرگتر به نام‌های میریت‌آتون، مِکِت‌آتون، عنخ‌اسن‌آمون، نفرنفروآتون تاشیریت و نفرنفرور داشت.

## زندگی
یکی از نخستین تصاویر ستپ‌ان‌رع در یک نقاشی دیواری از خانه پادشاه در عمارنه دیده می‌شود. او در این تصویر، نشسته روی زانوی مادرش نفرتیتی به نمایش درآمده است. این نقاشی دیواری به‌شدت آسیب دیده و تنها دست کوچکی از ستپ‌ان‌رع باقی مانده است. این اثر مربوط به حدود سال نهم سلطنت فرعون آخناتون است و تمام اعضای خانواده سلطنتی در آن به تصویر کشیده شده‌اند.
دفعه بعدی که شش شاهدخت با هم ظاهر شدند، در سال دوازدهم (از سلطنت آخناتون) بود، در روز هشتم از ماه دوم زمستان، طی مراسمی که به آن «پذیرش خراج‌های خارجی» گفته می‌شود. این رویداد در آرامگاه‌های عمارنه مریرع دوم و حویا به تصویر کشیده شده است.
در آرامگاه مریرع دوم، آخناتون و نفرتیتی در یک کیوسک نشسته‌اند و خراج‌هایی از سرزمین‌های خارجی دریافت می‌کنند. دختران شاه و ملکه پشت سر والدین‌شان ایستاده‌اند.
ستپ‌ان‌رع آخرین دختر در ردیف پایین است. او درست پشت سر خواهرش نفرنفرور ایستاده که یک غزال در دست دارد. در تصویر، ستپ‌ان‌رع دستش را دراز کرده و دارد غزال را نوازش می‌کند.

## مرگ و تدفین
بر دیوار C در اتاق α (آلفا) از گورستان سلطنتی اخناتون، نام پنج شاهدخت ثبت شده است. نام نفرنفرور با گچ پوشانده شده و تنها چهار شاهدخت در تصویر دیده می‌شوند. این احتمال وجود دارد که ستپ‌ان‌رع پیش از نفرنفروره درگذشته باشد و احتمالاً مرگ او حدود سال ۱۳ یا ۱۴ سلطنت آخناتون رخ داده، پیش از آن که به شش‌سالگی برسد.
از آن‌جا که ستپ‌ان‌رع در دیوار B از اتاق γ (گاما)، جایی که خانواده سلطنتی در حال سوگواری برای مرگ دومین دختر، مِکِت‌آتون هستند، دیده نمی‌شود، احتمال دارد که او پیش از مِکِت‌آتون نیز درگذشته باشد—شاید حتی پیش از آن‌که ساخت آرامگاه سلطنتی به اندازه کافی پیش رفته باشد که برای دفن او قابل استفاده باشد. احتمالاً او نخستین شاهدختی بوده که از دنیا رفته است. همچنین این امکان وجود دارد که پیکر او بعدها به اتاق α از آرامگاه سلطنتی منتقل شده باشد.